# Guaibacoa (Venezuela)
Pour les articles homonymes, voir Guaibacoa.
Guaibacoa est la capitale de la paroisse civile de Guaibacoa de la municipalité de Colina de l'État de Falcón au Venezuela.